# Cololejeunea macounii
Cololejeunea macounii là một loài Rêu trong họ Lejeuneaceae. Loài này được (Spruce ex Underw.) A. Evans mô tả khoa học đầu tiên năm 1902.